# Sivino, Smolean
Sivino (în bulgară Сивино) este un sat în comuna Smolean, regiunea Smolean,  Bulgaria. 

## Demografie
Componența etnică a satului Sivino
     Nicio identificare (84,47%)
     Bulgari (15,52%)
     Altele (0%)
La recensământul din 2011, populația satului Sivino era de 161 locuitori. Nu există o etnie majoritară, locuitorii fiind  și bulgari (15,52%). Pentru 84,47% din locuitori nu este cunoscută apartenența etnică.